# Stanislava Preclíková
Stanislava Preclíková (* 1. Januar 1993) ist eine tschechische Skibobfahrerin. Mit zwölf Weltmeistertiteln und 20 Weltcupsiegen gehört sie zu den erfolgreichsten Athletinnen der nichtolympischen Sportart. Sie gewann viermal den Skibob-Gesamtweltcup.

## Biografie
Stanislava Preclíková wuchs mit mehreren Geschwistern in Dobruška auf. Im Alter von acht Jahren begann sie mit dem Skibobsport, ohne vorher das Skifahren erlernt zu haben. Seit Jugendtagen absolvierte sie ihr Schneetraining in Deštné v Orlických horách.
2009 belegte Preclíková bei ihren ersten Juniorenweltmeisterschaften in Bischofsmais in allen Rennen Rang vier. Bei ihren folgenden drei Teilnahmen in Gaal, Lungötz und Hinterstoder holte sie insgesamt zehn Gold- und zwei Silbermedaillen in allen Disziplinen. Am 13. März 2009 gab sie am Hochficht ihr Debüt im Skibob-Weltcup. In den folgenden beiden Jahren startete sie im Weltcup nur sporadisch. Bei ihren ersten Weltmeisterschaften in Deštné schaffte sie als einziges Ergebnis Platz fünf im Slalom. Zu Beginn der nächsten Saison fuhr sie als Dritte im Riesenslalom von Deštné erstmals auf das Podest. Im Rahmen der Skibob-Weltmeisterschaften 2014 in Spital am Semmering gewann sie ihre ersten beiden Bronzemedaillen. Im Gesamtweltcup klassierte sich die 21-Jährige erstmals unter den Top drei. Dank ihres ersten Weltcupsieges im Slalom von Aigen konnte sie sich im folgenden Winter auf Rang zwei verbessern.
2016 gelang Preclíková der endgültige Durchbruch an die Weltspitze. Mit drei Siegen und fünf zweiten Plätzen in acht Rennen sicherte sie sich erstmals den Gewinn des Gesamtweltcups und folgte damit ihrer zwei Jahre zuvor zurückgetretenen Landsfrau Alena Housová nach. Außerdem gewann sie bei ihren Heimweltmeisterschaften in Deštné in ihrer Paradedisziplin Slalom ihre erste Goldmedaille. Ein Jahr später musste sie sich im Gesamtweltcup den beiden punktegleichen Österreicherinnen Claudia Hartl und Lisa Zaff beugen. Bei ihren fünften Weltmeisterschaften in Grächen holte sie erstmals Medaillen in allen vier Disziplinen, dreimal Silber und einmal Bronze. 2018 und 2019 entschied Preclíková erneut die Weltcup-Gesamtwertung für sich. Im Rahmen der Weltmeisterschaften von Lenggries gewann sie erstmals in ihrer Laufbahn drei von vier Goldmedaillen und musste sich einzig im Super-G mit Bronze begnügen. Aus einer COVID-bedingten Rennpause kehrte sie mit zwei weiteren Titelgewinnen auf dem Nassfeld zurück. 2023 gewann sie in Grächen zum zweiten Mal drei Titel, musste sich im Super-G aber überraschend Lisa Zaff geschlagen geben. Im Winter darauf gelangte sie mit vier Siegen zurück an die Weltcup-Spitze. Bei den Weltmeisterschaften 2025 in Lenggries war sie mit zwei Gold- und zwei Silbermedaillen erneut die erfolgreichste Athletin.
Die von den Lesern einer Regionalzeitung mehrfach zur beliebtesten Sportlerin des Okres Rychnov gewählte Stanislava Preclíková absolvierte parallel zu ihrer Sportlaufbahn ein Fernstudium in Tourismusmanagement an der Universität Hradec Králové. Sie arbeitet in leitender Funktion im Kundendienst eines Energieunternehmens.

## Erfolge

### Weltmeisterschaften
- Deštné v Orlických horách/Aigen im Mühlkreis 2012: 5. Slalom
- Bad Hofgastein 2013: 6. Riesenslalom
- Spital am Semmering 2014: 3. Riesenslalom, 3. Slalom, 6. Super-G, 6. Kombination
- Deštné v Orlických horách 2016: 1. Slalom, 2. Super-G, 2. Kombination, 4. Riesenslalom
- Grächen 2017: 2. Super-G, 2. Riesenslalom, 2. Kombination, 3. Slalom
- Lenggries 2018: 1. Riesenslalom, 1. Slalom, 1. Kombination, 3. Super-G
- Nassfeld 2019: 1. Slalom, 2. Kombination, 3. Riesenslalom, 4. Super-G
- Stuhleck 2022: 1. Slalom, 1. Kombination, 2. Riesenslalom, 3. Super-G
- Grächen 2023: 1. Riesenslalom, 1. Slalom, 1. Kombination, 2. Super-G
- Lenggries 2025: 1. Riesenslalom, 1. Kombination, 2. Super-G, 2. Slalom

### Weltcup-Platzierungen
| Saison  | Platz           | Punkte          |
| ------- | --------------- | --------------- |
| 2008/09 | 13.             | 4               |
| 2009/10 | 11.             | 6               |
| 2010/11 | 11.             | 20              |
| 2011/12 | 11.             | 14              |
| 2012/13 | 5.              | 66              |
| 2013/14 | 3.              | 70              |
| 2014/15 | 2.              | 134             |
| 2015/16 | 1.              | 105             |
| 2016/17 | 3.              | 146             |
| 2017/18 | 1.              | 095 1           |
| 2018/19 | 1.              | 129             |
| 2019/20 | 4.              | 42              |
| 2020/21 | Saison abgesagt | Saison abgesagt |
| 2021/22 | 6.              | 27              |
| 2022/23 | 2.              | 63              |
| 2023/24 | 1.              | 72              |

### Weltcupsiege
- 64 Podestplätze, davon 20 Siege:

| Datum            | Ort                       | Land        | Disziplin         |
| ---------------- | ------------------------- | ----------- | ----------------- |
| 15. Februar 2015 | Aigen im Mühlkreis        | Österreich  | Slalom            |
| 22. Januar 2016  | Kleinlobming              | Österreich  | Slalom            |
| 5. März 2016     | Nassfeld                  | Österreich  | Riesenslalom      |
| 11. März 2016    | Aigen im Mühlkreis        | Österreich  | Riesenslalom      |
| 18. Februar 2017 | Bad Leonfelden            | Österreich  | Slalom            |
| 11. März 2017    | Nassfeld                  | Österreich  | Super-Kombination |
| 2. Februar 2018  | Val d‘Arly                | Frankreich  | Slalom            |
| 3. Februar 2018  | Val d’Arly                | Frankreich  | Riesenslalom      |
| 10. März 2018    | Nassfeld                  | Österreich  | Slalom            |
| 26. Januar 2019  | Val d’Arly                | Frankreich  | Riesenslalom      |
| 2. Februar 2019  | Kleinlobming              | Österreich  | Slalom            |
| 2. Februar 2019  | Kleinlobming              | Österreich  | Slalom            |
| 9. Februar 2019  | Bischofsmais              | Deutschland | Slalom            |
| 1. März 2019     | Paseky nad Jizerou        | Tschechien  | Riesenslalom      |
| 12. Februar 2022 | Weißbriach                | Österreich  | Slalom            |
| 3. März 2023     | Pazeky nad Jizerou        | Tschechien  | Super-G           |
| 27. Januar 2024  | Deštné v Orlických horách | Tschechien  | Riesenslalom      |
| 15. März 2024    | Nassfeld                  | Österreich  | Super-G           |
| 15. März 2024    | Nassfeld                  | Österreich  | Riesenslalom      |
| 16. März 2024    | Nassfeld                  | Österreich  | Slalom            |

### Juniorenweltmeisterschaften
- Bischofsmais 2009: 4. Super-G, 4. Riesenslalom, 4. Slalom, 4. Kombination
- Gaal 2010: 1. Riesenslalom, 1. Slalom, 1. Kombination, 2. Super-G
- Lungötz 2011: 1. Riesenslalom, 1. Slalom, 1. Kombination, 2. Super-G
- Hinterstoder 2012: 1. Super-G, 1. Riesenslalom, 1. Slalom, 1. Kombination

### Weitere Erfolge
- mehrere tschechische Staatsmeistertitel in verschiedenen Disziplinen